# Bergsbyn
Bergsbyn is een plaats in de gemeente Skellefteå in het landschap Västerbotten en de provincie Västerbottens län in Zweden. De plaats heeft 1818 inwoners (2005) en een oppervlakte van 139 hectare. De plaats ligt aan de noordoever van de rivier de Skellefteälven. Bergsbyn wordt vooral omringd door bos. Recht tegenover de plaats aan de zuidoever van de Skellefteälven liggen Södra Bergsbyn en Stackgrönnan.

## Verkeer en vervoer
Bij de plaats loopt de Länsväg 372.
Door de plaats loopt de spoorlijn Bastuträsk - Skelleftehamn.